# 蒙伯罗
蒙伯罗（法語：Montberaud，法語發音：[mɔ̃bəʁo]）是法国上加龙省的一个市镇，属于米雷区。

## 地理
蒙伯罗（43°9'18"N, 1°8'35"E）面积15.87 平方千米，位于法国奧克西塔尼大區上加龙省，该省份为法国西南部内陆省份，西南端与西班牙接壤，自此顺时针与上比利牛斯省、热尔省、塔恩-加龙省、塔恩省、奥德省和阿列日省接壤。
与蒙伯罗接壤的市镇（或旧市镇、城区）包括：圣克鲁瓦沃尔韦斯特尔、古藏、拉伊泰尔、蒙泰斯基厄沃尔韦斯特尔、勒普朗、圣克里斯托。

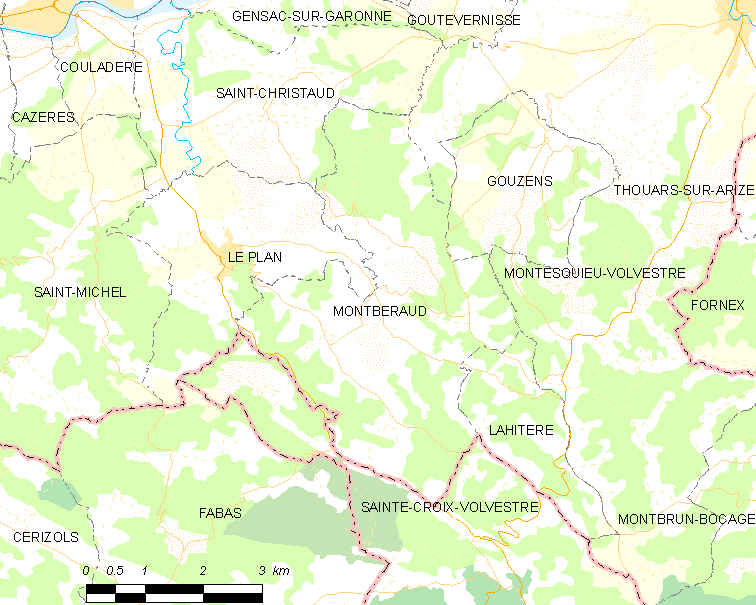
蒙伯罗的OSM定位图

蒙伯罗的时区为UTC+01:00、UTC+02:00（夏令时）。

## 行政
蒙伯罗的邮政编码为31220，INSEE市镇编码为31362。

## 政治
蒙伯罗所属的省级选区为卡泽尔县。

## 人口

1962-2008年间蒙伯罗人口变化图示

蒙伯罗于2022年1月1日时的人口数量为195人。